# Glypta kasparyani
Glypta kasparyani là một loài tò vò trong họ Ichneumonidae.